# Нагорный (Кемеровская область)
Нагорный — посёлок в Промышленновском районе Кемеровской области. Входит в состав Плотниковского сельского поселения.

## География
Центральная часть населённого пункта расположена на высоте 226 метров над уровнем моря.

## Население
По данным Всероссийской переписи населения 2010 года, в посёлке Нагорный проживает 92 человека (47 мужчин, 45 женщин).